# Abel de Abreu Sotto Mayor
Abel de Abreu Sotto Mayor GOA (Angra do Heroísmo, 7 de novembro de 1882 — Lisboa, 29 de novembro de 1967) foi um oficial do Exército Português e administrador colonial português. Foi encarregado do governo geral de Angola e governador civil do Distrito Autónomo de Ponta Delgada.

## Biografia
Sendo Coronel, a 5 de Abril de 1934 foi feito Grande-Oficial da Ordem Militar de Avis.
Exerceu o cargo de Encarregado do Governo da Colónia de Angola em 1942, tendo sido antecedido por Manuel da Cunha e Costa Marques Mano e sucedido por Álvaro de Freitas Morna.. Ascendeu ao posto de brigadeiro.
Foi presidente da Sociedade Histórica da Independência de Portugal, no período de 5 de Fevereiro de 1958 a 29 de Novembro de 1967.